# Toqui

Drapeau probable du Toqui, basé en répresentations.

Toqui (Hache en mapudungun) est un titre conféré chez le peuple Mapuche (Chili) au chef militaire élu pour la durée de la guerre. Il est choisi par une assemblée des chefs (loncos) des différents clans ou confédérations de clans alliés dans le conflit. Il dispose d'un pouvoir suprême sur tous les guerriers et leurs propres chefs, organise les unités combattantes et en désigne les responsables. Ce pouvoir est acquis pour toute la durée de la guerre, ou cesse avec la mort du Toqui ou sa destitution par une nouvelle assemblée en cas d'incompétence.
Certains Toquis introduisirent des innovations tactiques lors de la guerre d'Arauco contre les conquistadors. Lautaro mit au point une tactique pour lutter contre les cavaliers. Lemucaguin fut le premier Toqui à utiliser des armes à feu et de l'artillerie. Nongoniel créa une cavalerie mapuche que Cadeguala utilisa le premier avec succès contre les espagnols. Anganamón entraîna l'infanterie à une mobilité comparable à la cavalerie. Lientur inaugura la tactique du malón, razzia contre les haciendas ou établissements espagnols pour prendre des chevaux, des provisions ou de jeunes captives.

## Liste des Toquis
| - Malloquete 1546 - Ainavillo, (ou Aynabillo ou Aillavilú) 1550 - Lincoyan 1551-1553 - Caupolicán 1553-1558 - Lautaro, Vice Toqui 1553-1557 - Turcupichun 1557-1558 - Lemucaguin (ou Caupolicán the younger) 1558 - Illangulién, (ou Quiromanite, Queupulien, Antiguenu) 1559-1564 - Millalelmo (ou Millarelmo, ou Antunecul) Vice-Toqui 1562-1570 - Loble (ou Lig-lemu, ou Lillemu) Vice-Toqui 1563-1565 - Paillataru 1564-1574 - Llanganabal 1569 Vice-Toqui - Paineñamcu (ou Paynenancu, ou Alonso Diaz) 1574-1584 - Cayancaru (ou Cayeucura) 1584 - Nongoniel (ou Mangolien) 1585 - Cadeguala (ou Cadiguala) 1585-1586 - Guanoalca (ou Huenualca) 1586-1590 - Quintuguenu 1591 - Paillaeco 1592 - Paillamachu 1592-1603 - Pelantaro, Vice-Toqui - Millacolquin, Vice-Toqui | - Huenecura (ou Huenencura) 1604-1610 - Aillavilu, (ou Aillavilú II, ou Aillavilu Segundo) 1610-1612 - Anganamón, (ou Ancanamon, ou Ancanamun 1612-1613 - Loncothegua 1613-162 - Lientur 1621-1625 - Levipillan Vice-Toqui - Butapichón (or Butapichún) 1625-1631 - Quepuantú (or Quempuante) 1631-1632 - Butapichón (or Butapichún) 1632-1634 - Huenucalquin 1634-1635 - Curanteo 1635 - Curimilla 1635-1639 - Lincopinchon 1640-1641 - Clentaru 1655 - Mestizo Alejo 1656-1661 - Misqui 1661-1663 - Colicheuque 1663 - Udalevi 1664-1665 - Calbuñancü vice-toqui 1664-1665 - Ayllicuriche (ou Huaillacuriche) 1672-1673 - Millalpal (ou Millapán) 1692-1694 - Vilumilla 1722-1726 - Curiñancu 1766-1774 |